# Microlaimus borealis
Microlaimus borealis är en rundmaskart som beskrevs av Steiner 1916. Microlaimus borealis ingår i släktet Microlaimus och familjen Microlaimidae. Inga underarter finns listade i Catalogue of Life.